# Юніверсіті оф Намібія (футбольний клуб)
Юніверсіті оф Намібія Футбол Клуб або просто Юніверсіті оф Намібія (англ. University of Namibia Football Club) — професіональний футбольний клуб з Намібії, який представляє місто Віндгук.

## Історія
Історія футбольного клубу УНАМ сходить до кінці 1990-х, коли клуб був складений виключно зі студентів, які брали участь в ЮНАМ Домашня Ліга. ЮНАМ Домашня Ліга складалася з 16 футбольних клубів зі студентських команд з Політехнічного інституту, колишнього Педагогічного коледжу Віндгука (в даний час відомий як Хомасдал Кампус), Нойдам Кампус та ЮНАМ Головного Кампусу. У сезоні 2002/2003 років команда виграла чемпіонат Другого дивізіону Кхомас-ліги і вийшла до загальнонаціонального Першого дивізіону Чемпіонату Намібії з футболу під керівництвом тренера Вільяма Капукаре. У сезоні 2004/2005 років ЮНАМ був удостоєний срібної медалі (2-ге місце) в Першому дивізіоні Чемпіонату Намібії з футболу. У зв'язку зі зміною структури національних ліг «Юніверсіті оф Намібія» не брав участі в матчах плей-оф за право збереження прописки в Першому дивізіоні національного чемпіонату. Це призвело до того, що команда потрапила до Другого дивізіону Кхомас-Ліги. У сезоні 2007/2008 років команда в черговий раз перемогла у Другому дивізіоні та вийшла до Південної зони Першого дивізіону Чемпіонату Намібії з футболу. З моменту свого створення, клуб зробив гравців найвищої якості, які переміщувалися в клуби Прем'єр-ліги є пошук експозиції. 2 жовтня 2014 року новим головним спонсором клубу став колишній студент цього навчального закладу, а нині бізнесмен Еліазер Ндімулунде. В сезоні 2014/15 років клуб переміг у Першому дивізіоні Чемпіонату Намібії з футболу. Зараз команда виступає у Прем'єр-лізі.

## Досягнення
- Перший дивізіон Чемпіонату Намібії з футболу (зона «Південь»): 1 перемога

 Чемпіон (1) 2014/15
 Срібний призер 2004/2005
- Другий дивізіон Чемпіонату Намібії з футболу: 2 перемоги

 Чемпіон (1) 2002/2003, 2007/2008

## Керівництво клубу
| Посада                        | Ім'я               |
| ----------------------------- | ------------------ |
| Президент                     | Бен Наобеб         |
| Віце-президент                | Джефрі Вернер      |
| Фінансовий менеджер           | Метті Мвандінгі    |
| Менеджер уоманди              | Петрус Афріканер   |
| Технічний директор            | Смітлі Енгельбрехт |
| Голова маркетингового відділу | Ташия Ліфо         |

## Тренерський штаб
| Посада                            | Ім'я             |
| --------------------------------- | ---------------- |
| Тренер головної команди           | Марсело Вакудумо |
| Помічник тренера Тренер воротарів | Лукас Хашиті     |
| Лікар                             | Жульєт           |